# Brzeg Dolny
Brzeg Dolny (niem. Dyhernfurth) – miasto w Polsce, w województwie dolnośląskim, największe miasto w powiecie wołowskim, siedziba gminy miejsko-wiejskiej Brzeg Dolny. Miasto położone jest na prawym brzegu Odry, w odległości 31 km na północny zachód od Wrocławia stanowiąc tym samym przedłużenie miejsko-przemysłowej aglomeracji wrocławskiej.

## Historia

### Okres do XVI wieku

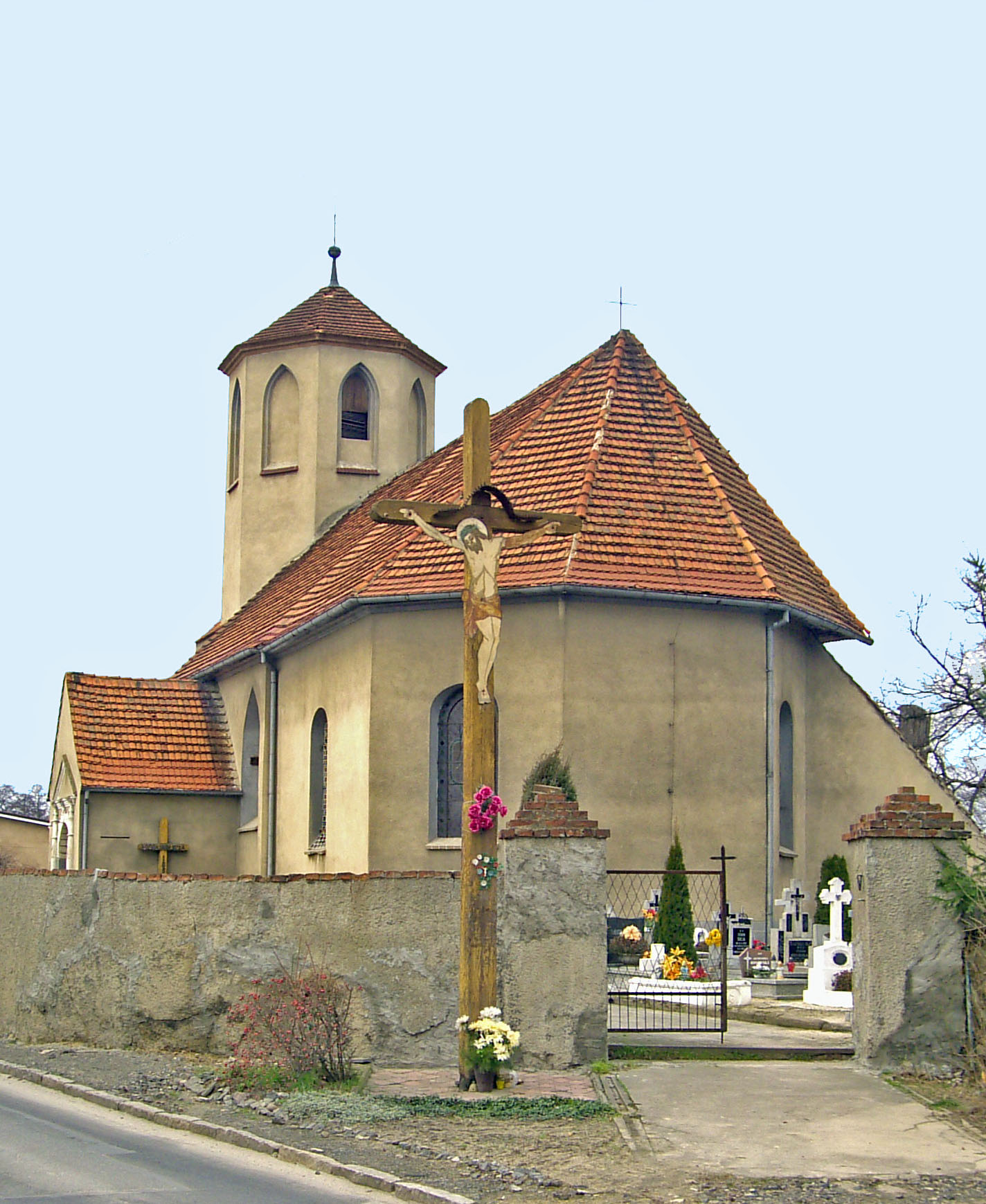
Stary kościół na osiedlu Warzyn

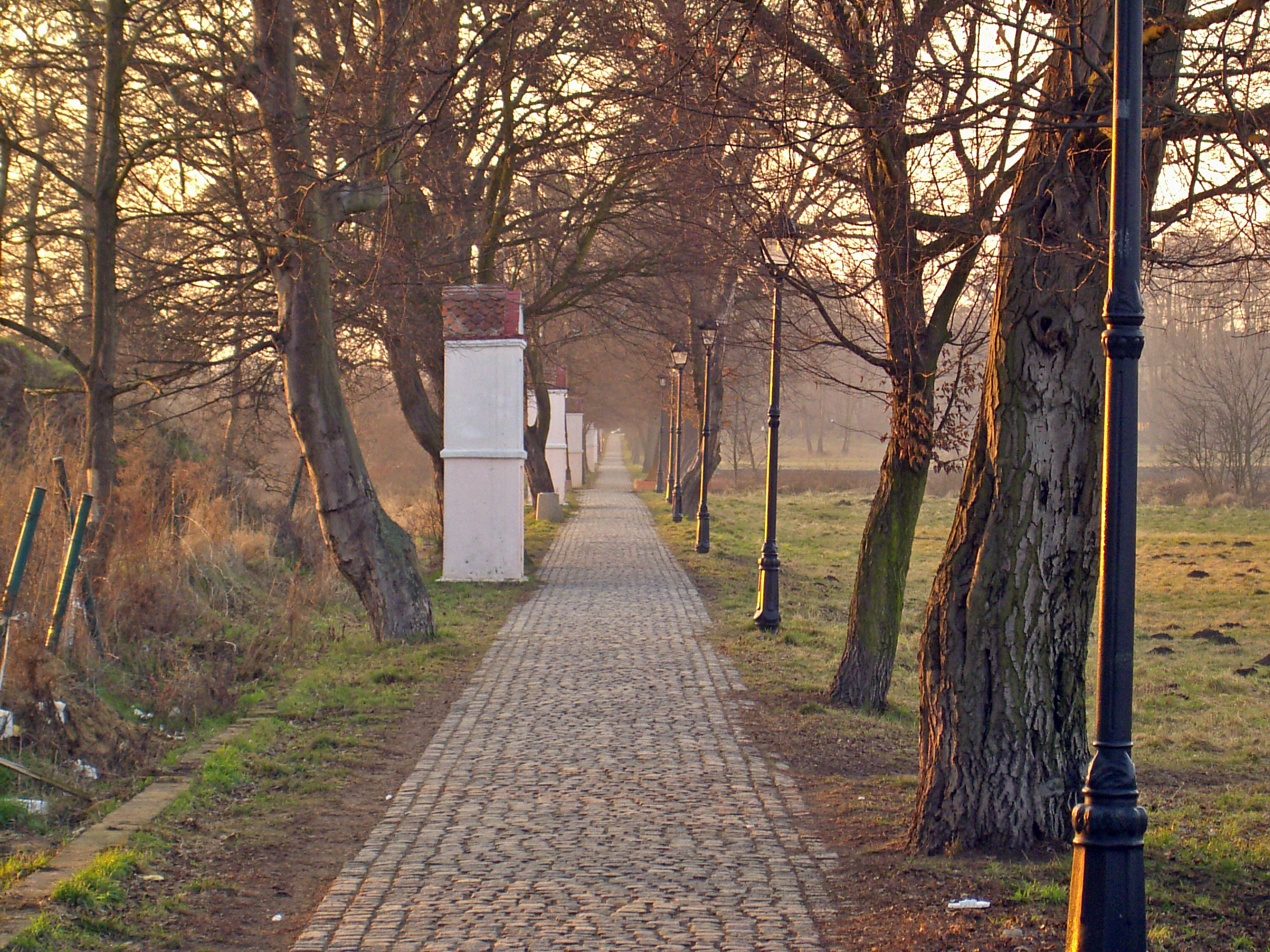
Alejka krzyżowa łącząca Stare Miasto z Warzynem

Osadnictwo na obecnym terenie gminy Brzeg Dolny pojawiło się stosunkowo wcześnie, bo już w epoce brązu. W roku 1819 odkryto cmentarzysko zawierające 88 urn, przedmioty codziennego użytku oraz szereg przedmiotów z brązu. Na terenie obecnego miasta pierwszą osadę datuje się na wczesne średniowiecze – to jest VI–VIII wiek, co potwierdzają wykopaliska archeologiczne (osiedle Stary Warzyń, które przez długi czas nie było ujęte w granicach administracyjnych miasta).
O dawnym Brzegu Dolnym, osadzie założonej na prawym, wysokim brzegu Odry, po raz pierwszy wspomina Księga Ziemska Księstwa Wrocławskiego w roku 1353. Do osady należało wówczas 1,5 łana ziemi oraz młyn nad Odrą w bliżej nieokreślonym miejscu. Z tej informacji można wnioskować, że Brzeg Dolny w tamtych czasach był osadą o niewielkim znaczeniu gospodarczym, która pierwotnie była folwarkiem należącym do panów z Głoskowa (obecna wieś Głoska) – miejscowości leżącej na przeciwnym brzegu rzeki. Miejscowość wymieniana jest w dokumentach z roku 1353 jako Brzege, 1355 Brsege, 1453 Brziegk, 1662 Persig, Prizig i Borsig, a także Brzig, Przieck lub Przigk. Umiejscowienie osady nad rzeką wywarło wpływ na mieszkańców, którzy w większości zajmowali się flisactwem i rybołówstwem.
Z przekazów z 1491 roku dowiadujemy się, że istniała tutaj przeprawa promowa przez Odrę. Do XVI w. wieś była najczęściej w posiadaniu rodu Hugowiczów i Falckenhainów. W 1561 r. ówczesny właściciel Brzegu Jan Falckenhain zbudował na Odrze jaz, a każdy przepływający przez niego statek musiał opłacać cło. W tamtych czasach istniał także duży młyn wodny.

### XVII i XVIII wiek
W czasie wojny trzydziestoletniej (1618–1648) osada poniosła olbrzymie straty w ludności pogłębione przez panującą zarazę. Przełom w dziejach miejscowości nastąpił w roku 1660, kiedy właścicielem osady został Georg Abraham von Dyhern. W 1663 r. otrzymał od cesarza Leopolda I prawa miejskie dla swej miejscowości. Dzięki prawom miejskim miastu przyznano prawo zakładania cechów, urządzania dwa razy w tygodniu targów i cztery razy w roku jarmarków. Zezwolono także na używanie herbu, na którym widnieje postać św. Jerzego na koniu zabijającego włócznią smoka. Wraz z otrzymaniem praw miejskich zmieniona została polska nazwa miejscowości na Dyhernfurth pochodząca od ówczesnego właściciela von Dyherna. Mimo iż miasto posiadało magistrat i burmistrza, było uzależnione od swoich właścicieli.
Georg Abraham von Dyhern starał się rozbudować nowo powołane miasto. W 1655 r. ufundował kaplicę św. Jadwigi i katolicką szkołę dla chłopców. W 1668 r. otwarta została drukarnia, założono drewniany rurociąg doprowadzający wodę pitną do rynku i otwarto łaźnię miejską.
W 1686 r. w mieście osiedlili się Żydzi. Założyli własne osiedle, synagogę, szkołę i cmentarz. W 1689 Sabataj Bass założył w mieście drukarnię żydowską, działającą następnie aż do 1834. Tłoczono w niej książki w języku hebrajskim, jidysz, a także teksty niemieckie zapisywane hebrajskim pismem. Tu wychodziła od 1772 r. gazeta żydowska pt. „Dyhernfurther Privilegierte Zeitung” drukowana w języku niemieckim i hebrajskim.
W 1701 r. został zawiązany pierwszy w mieście cech garncarzy. W pierwszej połowie XVIII w. ówczesny właściciel miasta ufundował Drogę Krzyżową. W latach 1743–1745 luteranie zbudowali w rynku kościół i założyli odrębną szkołę.
Kolejne ożywienie przeżywa miasto u schyłku XVIII w., kiedy właścicielem miasta zostaje minister Śląska Karl Georg von Hoym, który dokonał ok. 1785 r. przebudowy barokowego pałacu w stylu klasycystycznym, według projektu śląskiego architekta Carla Gottharda Langhansa. Obok wybudowano oficynę pałacową, która zachowała styl klasycystyczny do dziś. Nieopodal pałacu funkcjonował browar i dobrze prosperujący folwark należący do właścicieli miasta. Na północ od pałacu założono rozległy park w angielskim stylu z egzotycznym drzewostanem. Park przyozdabiały budowle rekreacyjne zaprojektowane również przez Langhansa, basen kąpielowy, herbaciarnia i leśniczówka. Okazały park spełniał również zadania praktyczne. Na jego obszarze znajdował się młyn napędzany wodą pochodzącą ze stawów parkowych, a nawet uprawiano winną latorośl. Za rządów von Hoyma powstała też pierwsza w mieście apteka, otwarta w 1785 roku.

### XIX wiek
W 1806 r. na wysokim brzegu Odry powyżej pałacu założono małą stocznię rzeczną. W 1818 r., w wyniku reformy, Brzeg Dolny został przesunięty z powiatu wrocławskiego do powiatu wołowskiego. W tym samym wieku otwarto urząd pocztowy. Obok kaplicy pw. św. Jadwigi założono cmentarz. W 1855 r. mistrz garncarski K.G. Schwendke założył wytwórnię kafli. W 1860 r. sprowadzono z Trzebnicy trzy siostry zakonne boromeuszki w celu pielęgnacji chorych. Założyły one naprzeciw kaplicy pw. św. Jadwigi klasztor, mały szpital i przytułek. W 1873 r. przerzucono przez Odrę most kolejowy. W dwa lata później miasto uzyskało połączenie kolejowe z Wrocławiem i Głogowem. Otwarcie linii kolejowej nie przyczyniło się jednak do znaczniejszego ożywienia życia gospodarczego. Liczba mieszkańców nieznacznie wzrosła, dochodząc do 1500 osób.
W 1847 roku przy ówczesnej Flurstrasse 62 wybudowano synagogę. Do 1918 roku była użytkowana. Po likwidacji miejscowej gminy żydowskiej, właścicielem bożnicy została Gmina Synagogalna we Wrocławiu. W 1926 roku budynek odkupiło miasto i przekształciło w remizę strażacką.

### XX wiek

#### Pierwsze lata
Na początku XX w. miasto otrzymało połączenie telefoniczne z Wrocławiem i innymi miastami. W 1907 r. utworzony został urząd pocztowy. Po wydzieleniu w roku 1919 dla potrzeb miasta 120 morgów gruntu z obszarów dworskich, rozpoczyna się jego szybki rozwój. W 1926 r. niezależne dotąd dobra dworskie zostały administracyjnie podporządkowane magistratowi.
W latach 1931–1941 w Brzegu Dolnym ukazywała się lokalna gazeta „Dyhernfurther Stadtblatt” – organ magistratu miasta. W 1939 r. miasto liczyło 2013 mieszkańców. W okresie międzywojennym Brzeg Dolny pełnił funkcję centrum usługowego obsługującego okoliczne wsie. W mieście działały: fabryka wyrobów ceramicznych, drukarnia, 3 młyny, fabryka wyrobów dzianych, warsztaty mechaniczne, cegielnie, 2 tartaki, browar oraz rzeźnia.

#### II wojna światowa

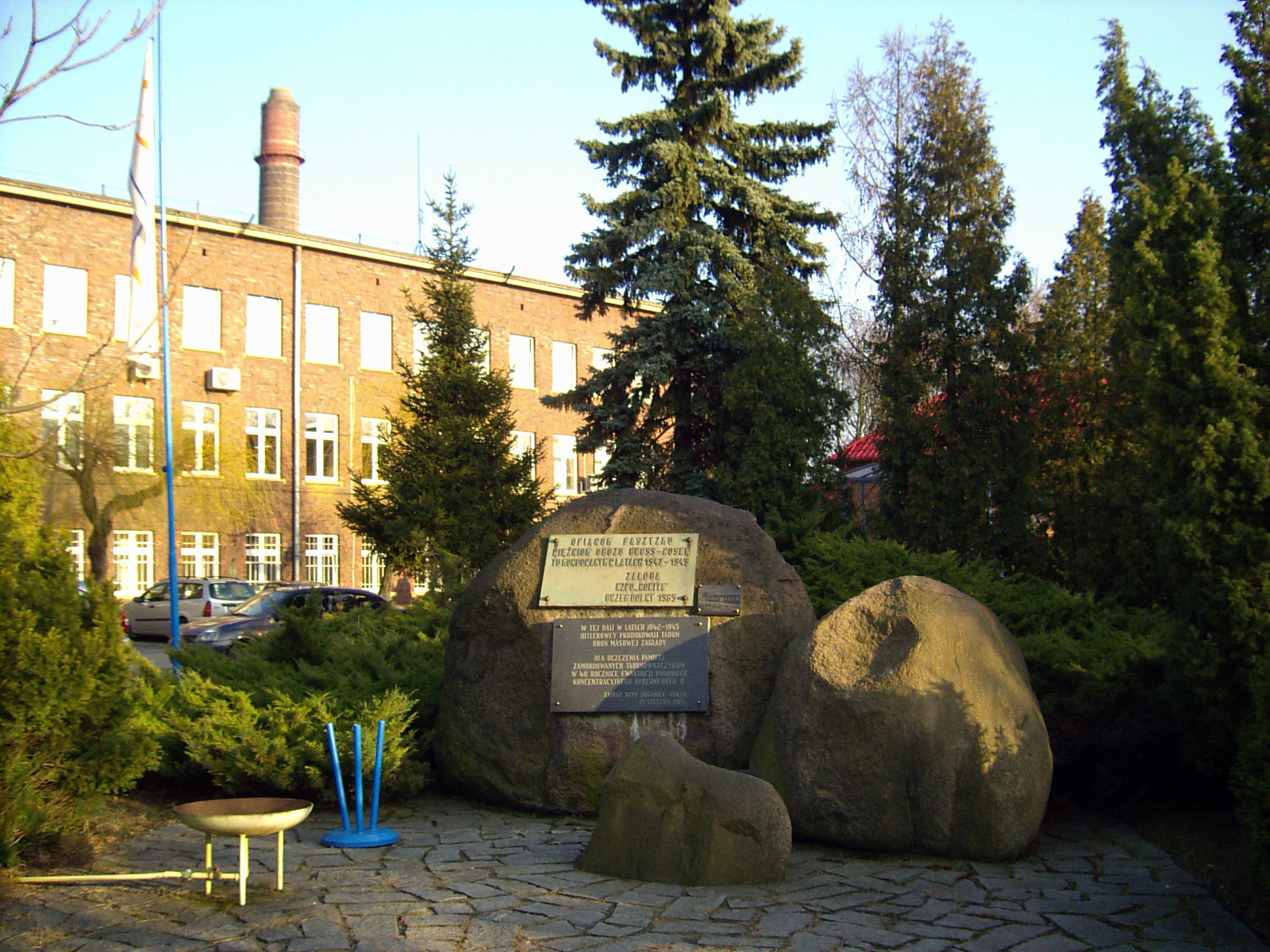
Pomnik ofiar filii obozu Gross-Rosen przy zakładach chemicznych Rokita

Do tragicznych wydarzeń doszło w Brzegu Dolnym w czasie II wojny światowej. Władze niemieckie wybrały otoczone lasami miasteczko do budowy zakładów chemicznych, których produkcja miała służyć potrzebom frontu. W 1938 bądź 1939 r. budowę zakładów rozpoczął koncern IG Farbenindustrie. Kosztem pół mld marek 15 firm budowlanych pod generalnym nadzorem firmy „Luranil” z Ludwigshafen wzniosło 130 budynków fabrycznych. Zakłady o nazwie „Anorgana” GmbH produkowały bojowe środki chemiczne, takie jak tabun i sarin, którymi napełniano bomby lotnicze i pociski artyleryjskie. Przy pracy zatrudniano więźniów obozów koncentracyjnych. Na terenie Brzegu Dolnego znajdowały się dwa podobozy obozu koncentracyjnego Groß-Rosen – Dyhernfurth I (lato 1943 – 24 I 1945, 450 ludzi, dwa baraki, w tym piętrowy mieszkalny) i większy Dyhernfurth II (druga połowa 1943 – 24 I 1945, 3 tys. ludzi, 30 baraków), w których przetrzymywano głównie Polaków i Rosjan. Więźniowie Dyhernfurth I zatrudnieni byli w fabryce chemicznej przy produkcji gazów bojowych i napełnianiu pocisków i bomb płynnym gazem, natomiast więźniowie z Dyhernfurth II pracowali przy rozbudowie fabryki. W czasie likwidacji obozu Dyhernfurth II Niemcy zabili w Brzegu część chorych więźniów, a ponad 90 innych z tej pędzonej do Gross Rosen kolumny zamordowali żołnierze Volkssturmu w Środzie Śląskiej.
Jak w 2021 roku ujawnił Tomasz Bonek, reporter i dokumentalista w książce Chemia śmierci. Zbrodnie w najtajniejszym obozie III Rzeszy, opisującej tragiczne losy więźniów komand Dyhernfurth I i II, za budowę tutejszych zakładów chemicznych i obozów odpowiadał doktor Otto Ambros, skazany w procesach norymberskich m.in. za kierowanie również zakładami Buna Werke, działającymi przy obozie Auschwitz-Birkenau.
24 stycznia 1945 r. tuż przed nadejściem frontu, hitlerowcy rozpoczęli ewakuację podobozów. Ogółem z podobozu wyprowadzono około 3000 więźniów. W trakcie ewakuacji esesmani zgładzili około 2 tysiące więźniów z obu podobozów. 26 stycznia 1945 r. oddziały radzieckie 27 Korpusu 13. Armii Polowej zajęły opustoszałe miasto. Częściowemu zniszczeniu uległy zakłady chemiczne „Anorgana”, kiedy to 5 lutego 1945 r. na krótko odbiła słabo bronione przez Rosjan miasto grupa uderzeniowa gen. Sachsenheimera. Zniszczono pozostałe w fabryce gazy bojowe oraz akta podobozowe, ślady zbrodniczej działalności Niemców na tutejszym terenie. W tym czasie spalony został pałac von Hoymów.
Wkrótce po ostatecznym wyparciu wojsk niemieckich przystąpiono do organizowania polskiej administracji. Miejscowość znalazła się w obrębie terenów przyznanych Polsce w wyniku II wojny światowej. Brzeg Dolny stał się siedzibą zarządu gminnego i utracił prawa miejskie. Rozpoczął się proces wysiedlania ludności niemieckiej i zasiedlania miejscowości ludnością polską, przede wszystkim z kresów wschodnich. W październiku 1946 r. miejscowość liczyła 1462 mieszkańców, w tym Polaków ze Wschodu 712, z Zachodu 114, przesiedleńców z centralnej Polski – 300 oraz 336 Niemców. We wrześniu 1947 r. w gminie Brzeg Dolny mieszkało 5549 osób. Polaków ze Wschodu było 3705, z Polski centralnej – 1422, z Zachodu – 413. Nieliczna ludność niemiecka, która nie uciekła w styczniu 1945 roku została wysiedlona z miasta w latach 1946–1948 na mocy układu między USA, Wielkiej Brytanii i ZSRR zawartego w czasie konferencji jałtańskiej.
We wrześniu 1945 r. władze miasta przejęły od władz radzieckich zakłady chemiczne „Anorgana”. Fabryka była zrujnowana, a maszyny i urządzenia zdemontowane i wywiezione. Teren fabryki został skażony, co w znacznym stopniu utrudniało zabezpieczenie, a następnie odbudowę zakładów. Szybkim uruchomieniem „Anorgany” zainteresowane były władze centralne, toteż w październiku 1945 r. przybyła do Brzegu Dolnego grupa operacyjna Ministerstwa Przemysłu i przejęła fabrykę od władz miejscowych wraz z całym majątkiem. Szefem grupy operacyjnej, a następnie pierwszym polskim dyrektorem Państwowej Fabryki Chemicznej „Anorgana” był mgr Zygmunt Zdrojewski. Decyzją Ministerstwa Przemysłu zakłady miały zostać odbudowane w przyspieszonym tempie. Już w 1946 r. na bazie surowców poniemieckich uruchomiono produkcję podchlorynu sodu. W 1947 r. fabryka produkowała podchloryn sodu i chlorek siarki. W czerwcu 1947 r. zmieniono poniemiecką nazwę zakładów na „Rokita”. Mocą zarządzenia Centralnego Zarządu Przemysłu Chemicznego w Łodzi zostały utworzone w 1949 r. Nadodrzańskie Zakłady Przemysłu Organicznego „Rokita” w Brzegu Dolnym.

#### Polska Ludowa
W 1948 r. miasto odzyskało dogodną łączność z resztą Polski, głównie ze Śląskiem w tym odległym o 30 km Wrocławiem przez odbudowane mosty – kolejowy na Odrze i drogowy na Widawie. Miejsko-przemysłowa infrastruktura Brzegu Dolnego już w latach 40. zdawała się kłócić z jej prawno-administracyjnym statusem wsi i na podstawie decyzji Powiatowej Rady Narodowej w Wołowie 30 grudnia 1948 r. wprowadzono odrębną gminę miejską Brzeg Dolny, utrzymując jednak nadal gminę wiejską Brzeg Dolny.
W latach 50. Zakłady Chemiczne „Rokita” ostatecznie stały się centrum, któremu podporządkowano rozwój innych dziedzin życia w Brzegu Dolnym. „Rokita” przejmowała część funkcji ubogiej administracji lokalnej, podejmowała i finansowała liczne inwestycje wzbogacające miejską infrastrukturę. Stan ten został formalnie uznany w 1954 r. poprzez przywrócenie Brzegowi Dolnemu praw miejskich.
Na początku lat 50. ludność zamieszkująca przeznaczone dla zatrudnionych w fabryce chemicznej osiedla Fabryczne, Leśne i Stary Warzyń przewyższała liczebnie osiadłych w starej części miasta. W zakładach chemicznych „Rokita” pracowało na początku lat 50. blisko 1690 osób, a już na początku lat 60. było to 3450 osób. Powodowane przymusem przedsiębiorstwo w latach 1951–1956 wybudowało od podstaw osiedle dla pracowników – Warzyń Nowy na ok. 1500 mieszkańców i rozbudowało na jego potrzeby wiejską szkołę podstawową w Warzyniu, a w 1955 r. przystąpiło do rozbudowy Osiedla Fabrycznego. W tych latach osiedla zostały wyposażone w stacje wstępnego oczyszczania ścieków i podłączone do nowo wybudowanej sieci wody pitnej. W 1951 r. zaczęło działać wybudowane przez „Rokitę” Technikum Chemiczne, a w 1960 r. Liceum Ogólnokształcące im. Marii Skłodowskiej-Curie na Osiedlu Fabrycznym, dzielące budynek ze szkołą podstawową, przeniesione następnie do obiektu na Osiedlu Warzyń (pierwszą siedzibę LO zajęła szkoła podstawowa). W 1952 r. na gruzach pałacu von Hoymów wzniesiono nowy pałac z przeznaczeniem na dom kultury. Znalazły w nim siedzibę kino, koła fotografików, filatelistów, miłośników muzyki, teatru i innych dziedzin.
17 września 1961 roku w mieście odbył się zlot b. żołnierzy 1 i 2 Armii Ludowego Wojska Polskiego, osiadłych na śląsku Opolskim.
Lata 60. i 70. to dla miasta nadal okres dobrej koniunktury napędzanej inwestycjami „Rokity”. Zakład szczodrze wynagrodził Brzegowi Dolnemu wcześniejsze zajęcie pod zabudowę przemysłową boiska, oddając w 1964 r. zlokalizowany koło parku piękny stadion sportowy, a w rok później otwierając w sąsiedztwie basen kąpielowy. W 1975 r. w liczącym się na mapie gospodarczej kraju dolnobrzeskim ośrodku przemysłowym przybył nowy zakład, „Polgaz” produkujący ciekły tlen i azot.
Do groźnego wypadku doszło w mieście 23 grudnia 1976 roku, kiedy to we wczesnych godzinach porannych nastąpił wybuch stojącej na bocznicy kolejowej cysterny, uprzednio pomyłkowo załadowanych dwoma różnymi substancjami amoniakiem i tlenkiem etylenu, reagującymi ze sobą. Siłą wybuchu ocenia się na 70 ton trotylu. Nie było ofiar śmiertelnych, choć wybuch uszkodził wiele budynków, w tym halę sportową oraz pozbawił okien wiele mieszkań w mieście.
W pierwszym dniu stanu wojennego, 13 grudnia 1981 r. Brzeg Dolny nie był ogarnięty strajkami. „Rokicie” przydzielono komisarza wojskowego, obecnego tam do końca 1982 r., wprowadzono na jej teren wojsko. Represje spadały głównie na aktywnych działaczy NSZZ „Solidarność”. Nękano ich częstymi przesłuchaniami, były przypadki uwięzienia i internowania. 1 maja 1983 r. przez ulice miasta przeszedł niezależny pochód, będący demonstracją poparcia dla konspiracyjnej „Solidarności”. W związku z tymi wydarzeniami Kolegium ds. Wykroczeń w Wołowie wymierzyło ok. 60 uczestnikom pochodu wysokie grzywny, pokryte ze spontanicznych i hojnych zbiórek mieszkańców miasta.

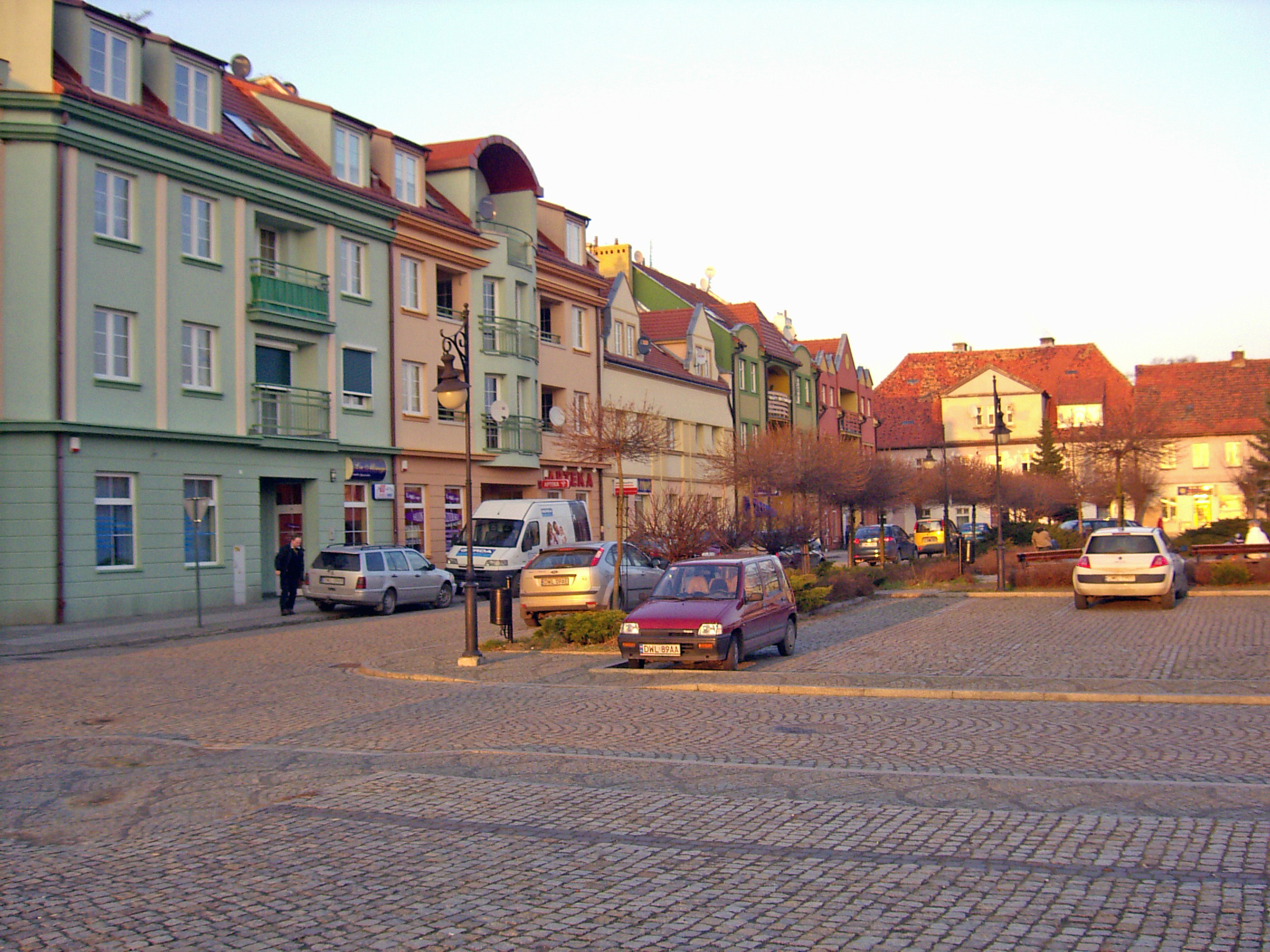
Północna pierzeja rynku współcześnie

W latach 80. instytucje kościoła katolickiego odegrały rolę forum niereglamentowanego przez władzę życia duchowego i publicznego. Właśnie w tych czasach w Brzegu Dolnym obok dwóch starych parafii posługę duszpasterską podjęły nowo wybudowane kościoły – Chrystusa Króla na Osiedlu Warzyń i Matki Bożej Królowej Polski na Osiedlu Fabrycznym.

#### Po 1989 r.
Ogromne zmiany w mieście i gminie przyniosły lata 90. Zmiana systemu politycznego oraz wybory samorządowe w czerwcu 1990 r. spowodowały przekazanie władzy ze szczebla centralnego władzy samorządowej w gminach i województwach. Zmieniała się również gospodarka – z zarządzanej centralnie na rynkową. 1 kwietnia 1992 r. „Rokita” stała się Jednoosobową Spółką Skarbu Państwa i zmieniła nazwę na Zakłady Chemiczne Rokita S.A. Ostatnie inwestycje „Rokity” służące całemu miastu to rozbudowa Osiedla Warzyń II i oddanie do użytku w 1983 r. dużej automatycznej centrali telefonicznej. Ukoronowaniem przedsięwzięć zakładu na rzecz Brzegu Dolnego było ukończenie w 1993 r. budowy nowoczesnego Kompleksu Hotelowo-Sportowego przy ul. Wilczej na osiedlu Warzyń Nowy. W latach tych oddano do użytku nową przychodnię zdrowia wraz ze stacją dializ oraz nowy budynek liceum ogólnokształcącego. Ostatnią inwestycją samorządu była budowa krytej pływalni, która została oddana do użytku w lutym 1999 r. W roku 1991 powstała gazeta samorządowa „Kurier Gmin” obejmująca swoim zasięgiem sąsiednie gminy, a dwa lata później Telewizja kablowa Brzeg Dolny.

## Zabytki

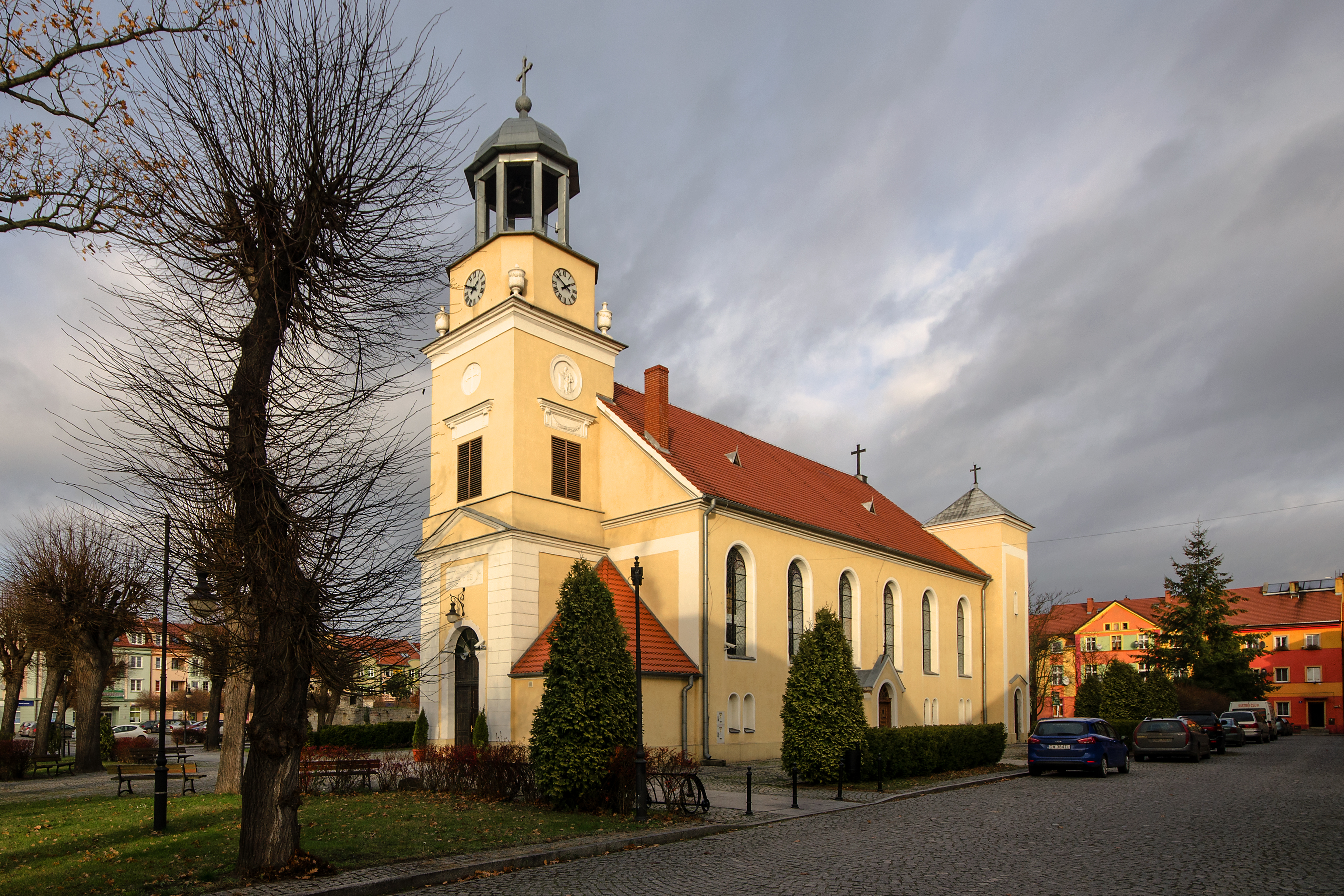
Kościół Najświętszej Maryi Panny Szkaplerznej

Do wojewódzkiego rejestru zabytków wpisane są:
- układ urbanistyczny, z l. 1305, 1663
- kościół ewangelicki, ob. kościół rzym.-kat. pw. MB Szkaplerznej, szachulcowy, z drugiej poł. XVIII w., w l. 1897-99
- cmentarz, Al. Jerozolimskie – ul. Klasztorna – ul. Słowackiego, z XVII-XIX w.
- kaplica cmentarna pw. św. Jadwigi, z 1666 r., w l. 1840-60, 1910
- zespół pałacowy i folwarczny:
  - pałac, z XVII w., w l. 1785-90, 1848, 1950-52
  - park, w granicach ogrodzenia, z drugiej poł. XVIII w.- XIX w.
  - mauzoleum rodziny von Hoym, z ok. 1800 r., 1920 r.
  - folwark:
    - ogrodzenie z bramami i mostek, z XVIII w./XIX w.
    - oficyna „Mały Pałac”, z l. 1770-75, ul. Kolejowa 31
    - „młyn parkowy”, z l. 1770-75, ul. Leśna 4
    - oficyna mieszkalna, z drugiej ćw. XIX w., ul. Ogrodowa 1
    - willa, 1910, ul. Kolejowa 2
    - portiernia, przy wjeździe do parku, z pocz. XX w.
    - dom oficjalisty, z pierwszej ćw. XIX w. ul., Kolejowa 25
    - stajnia i wozownia, z pierwszej ćw. XIX w., ul. Kolejowa 27-29
    - wozownia z wieżą, z XIX/XX w., ul. Kolejowa 27-29
- Kościół cmentarny Wszystkich Świętych z XVI w. na osiedlu Warzyń

## Demografia
Wykres liczby ludności miasta Brzeg Dolny w latach 1900-2023:
Piramida wieku mieszkańców Brzegu Dolnego w 2014 roku.

## Gospodarka

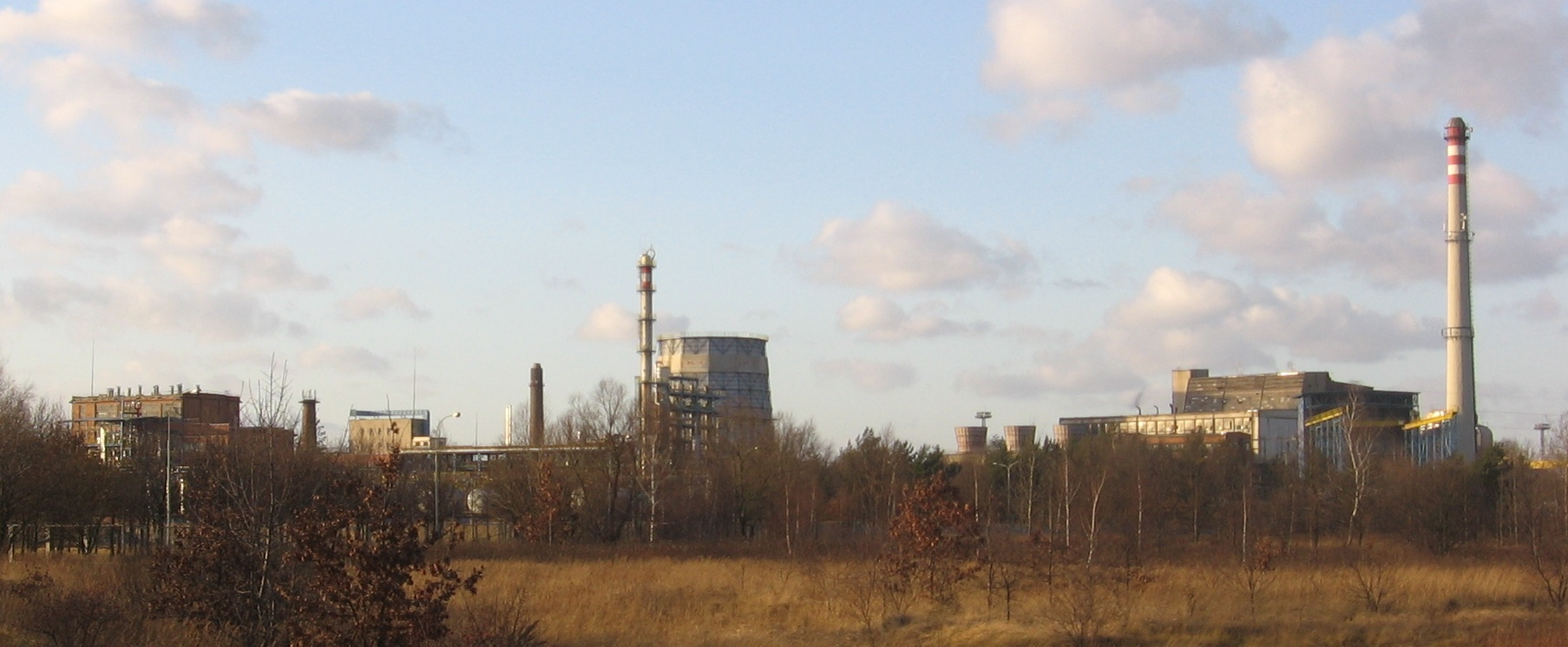
Zakłady chemiczne PCC Rokita

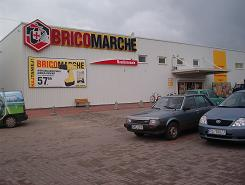
Pasaż handlowy przy Al. Jerozolimskich – Supermarket budowlany Bricomarche

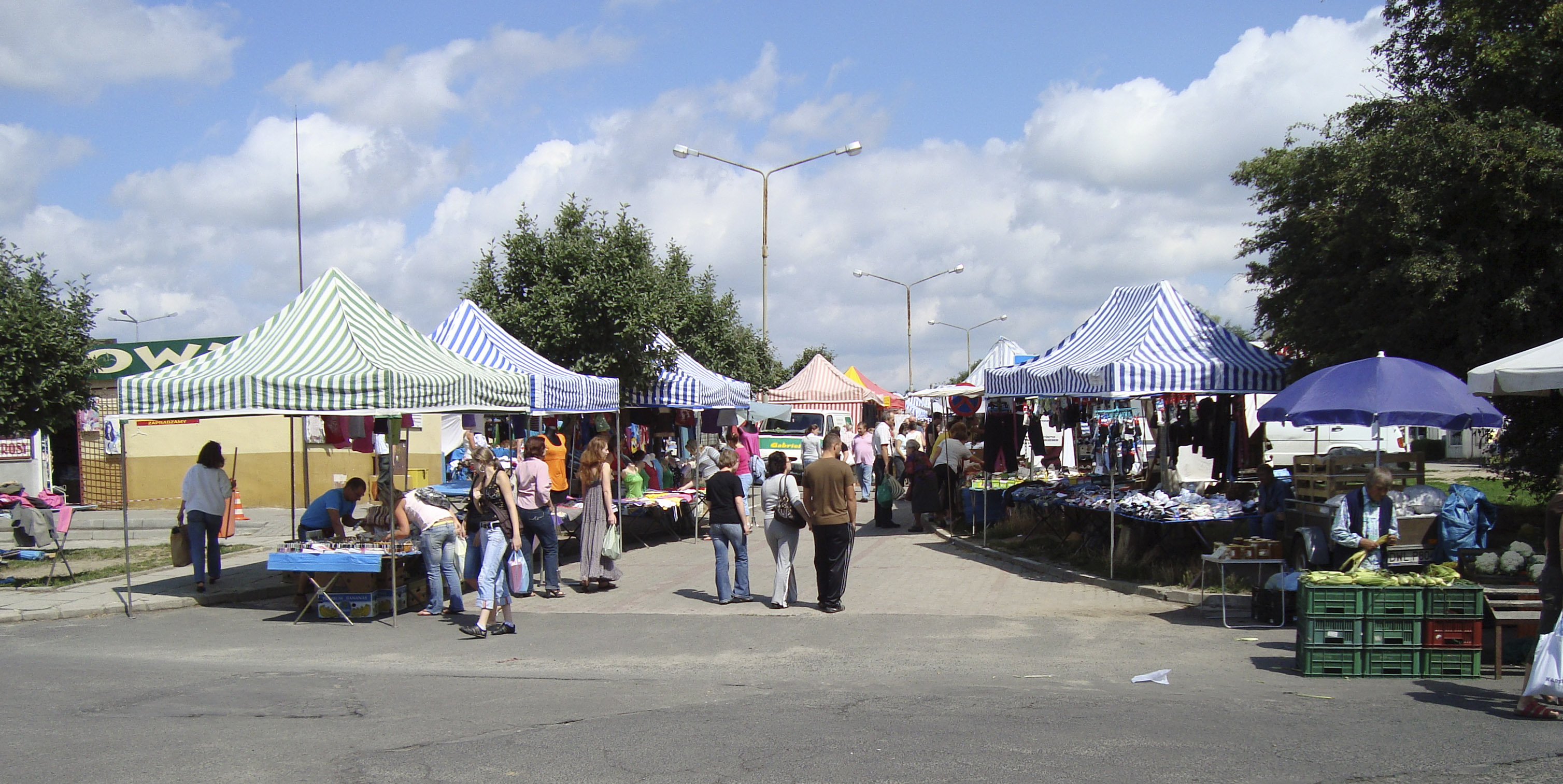
Plac targowy w sobotę

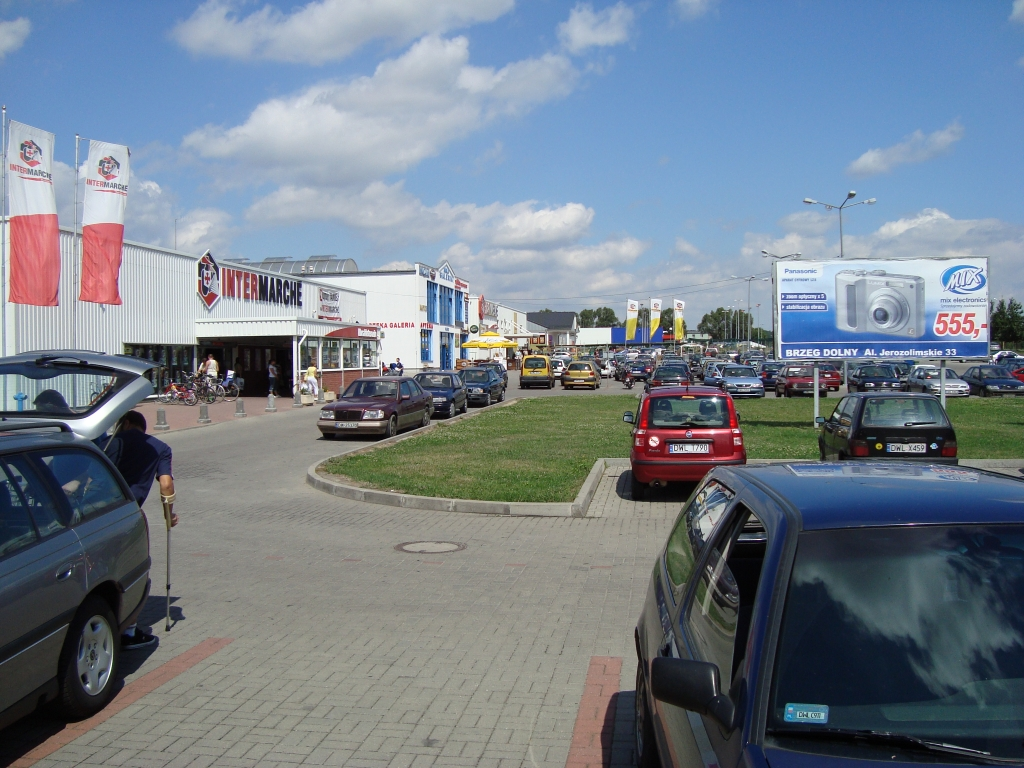
Centrum handlowe na osiedlu Warzyń

Miasto Brzeg Dolny jest przykładem miasta, w którym przemysł odgrywa znacząca rolę. Na jego terenie rozwijają się zarówno małe i duże podmioty gospodarcze. Zagraniczni inwestorzy produkują różnego rodzaju asortymenty z różnych branż, przede wszystkim chemicznej, gdyż od czasów II wojny światowej ten przemysł na stałe pozostał w mieście. Obecne przedsiębiorstwa zatrudniają od kilkudziesięciu do 1500 osób. Wśród nich można wymienić następujące podmioty gospodarcze:
- Zakłady Chemiczne PCC Rokita S.A. – największy zakład przemysłowy na terenie miasta i gminy Brzeg Dolny. Producent i dystrybutor ponad 400 produktów, które wykorzystują inne branże, takie jak: przemysł tworzyw sztucznych, kosmetyczny, budowlany, tekstylny oraz chemia gospodarcza i przemysłowa. Podczas restrukturyzacji dawnych Zakładów Chemicznych „Rokita” pojawiły się kolejne firmy córki takie jak:
  - Apakor-Rokita Sp. z o.o. – zakład budowy aparatury przemysłowej,
  - PCC Autochem Sp. z o.o. – przedsiębiorstwo transportowo – spedycyjne obsługujące towarowy ruch krajowy i międzynarodowy,
  - Energetyka-Rokita Sp. z o.o. – przedsiębiorstwo energetyczne wytwarzające parę technologiczną oraz ciepłą wodę do celów grzewczych, a także energię elektryczną,
  - PCC Kolchem Sp. z o.o. – zakład transportu kolejowego,
  - Kosmet-Rokita Sp. z o.o. – producent kosmetyków, chemii gospodarczej i przemysłowej,
  - Rokita-Agro S.A. – producent środków ochrony roślin,
  - LabAnalityka Sp z o.o. – analiza i kontrola jakości procesu technologicznego oraz wykonywanie kompleksowych badań i pomiarów z zakresu ochrony środowiska naturalnego,
- Vita Polymers Poland – producent pianki poliuretanowej,
- Air Products (dawne BOC Gazy (British Oxygen Company)) – producent gazów technicznych,
- Stepan Polska Sp. z o.o. – producent i dystrybutor: systemów poliuretanowych, płyt poliwęglanowych, polioli i polioli poliestrowych[17]
- DZG Polska spółka z o.o. – zlikwidowana w wyniku upadłości w 2007 r.

Obiektem w pobliżu miasta jest znajdujący się 5 km w górę Odry Stopień wodny Brzeg Dolny wraz z hydroelektrownią wytwarzającą energię elektryczną.
Od 2005 roku na terenie miasta istnieje podstrefa Wałbrzyskiej Specjalnej Strefy Ekonomicznej „Invest-Park”. Podstrefa Brzeg Dolny zlokalizowana jest w całości na terenie Miasta Brzeg Dolny i obejmuje łączną powierzchnię 47,16 ha. Podstrefa Brzeg Dolny składa się z dwóch kompleksów. Obecnie teren podstrefy jest terenem w pełni zagospodarowanym.
Przedsiębiorcy prowadzący działalność na terenie WSSE „Invest-Park” Podstrefa Brzeg Dolny to:
- PCC Rokita
- PCC Consumer Products Kosmet Sp. z o.o.
- PCC P4 sp. z o.o.
- PCC Exol S.A.

Przedsiębiorcy inwestujący na proponowanych terenach należących do WSSE mają możliwość uzyskania zwolnienia z podatku od nieruchomości.

## Edukacja

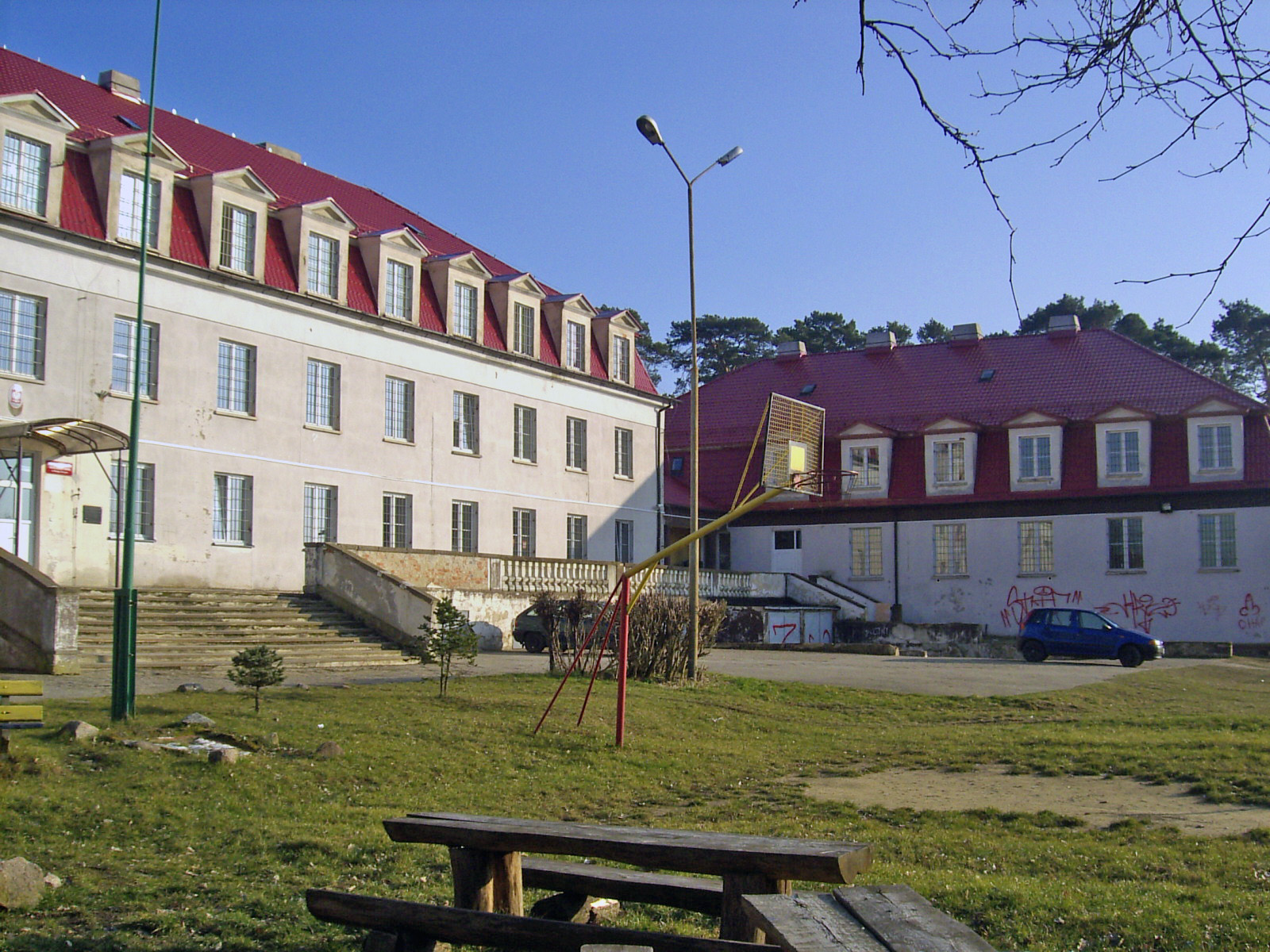
Specjalny Ośrodek Szkolno-Wychowawczy (dawny Internat)

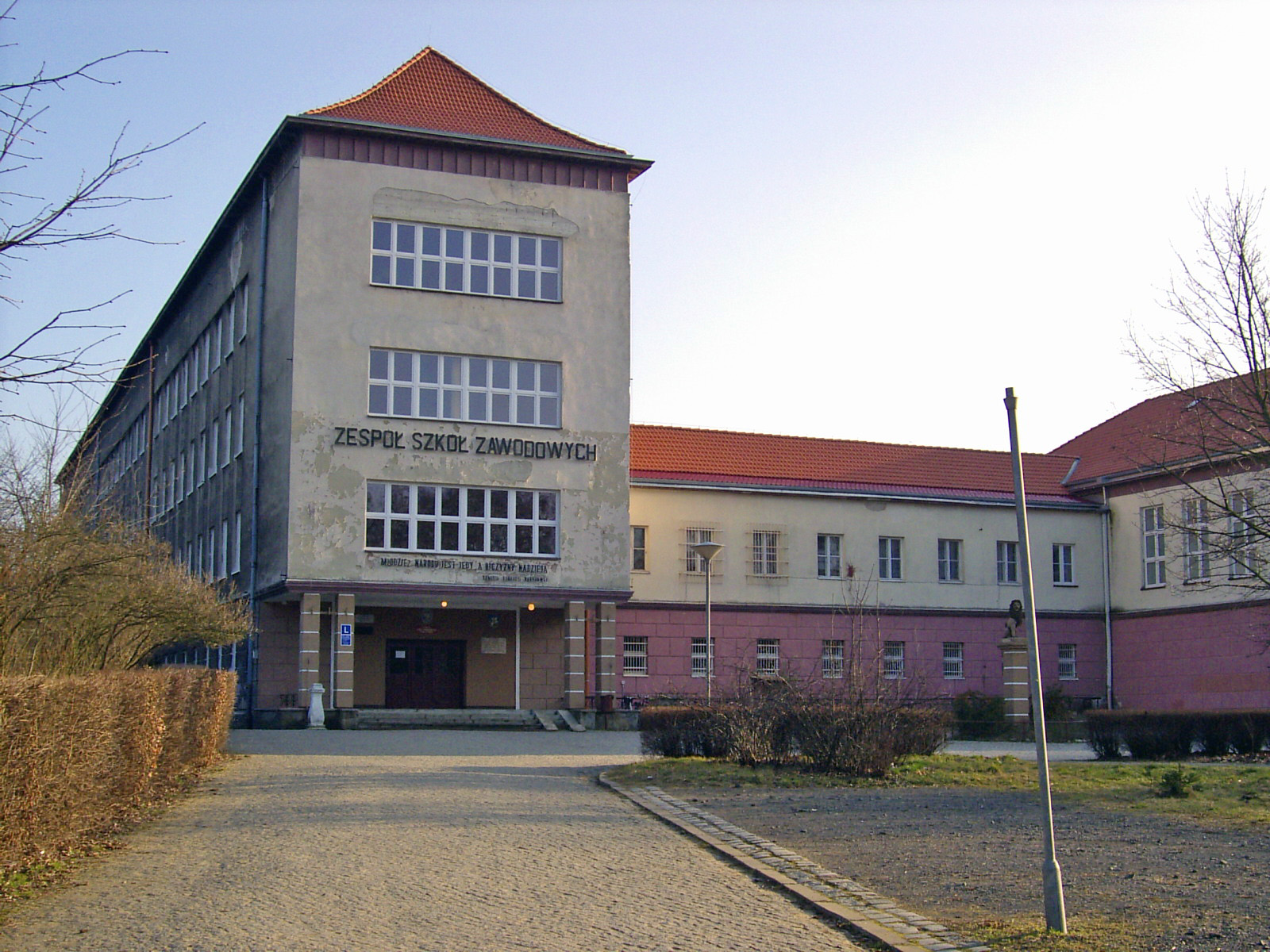
Zespół Szkół Zawodowych im. Komisji Edukacji Narodowej

Na terenie miasta Brzegu Dolnego znajdują się 2 szkoły ponadpodstawowe oraz 3 szkoły podstawowe:
- Liceum Ogólnokształcące im. J.M. Ossolińskiego
- Zespół Szkół Zawodowych, w skład którego wchodzą: Liceum ogólnokształcące im. Komisji Edukacji Narodowej, Technikum im. Komisji Edukacji Narodowej, kształcące w zawodach: technik informatyk i technik ekonomista oraz Zasadnicza Szkoła Zawodowa im. Komisji Edukacji Narodowej kształcąca specjalistów w różnych dziedzinach. W latach wcześniejszych w Zespole Szkół istniały: Technikum Chemiczne, Technikum Mechaniczne, Technikum Ochrony Środowiska, Liceum Ekonomiczne, Liceum Techniczne o profilach: mechanicznym, chemicznym i ekonomiczno-administracyjnym oraz Liceum Profilowane o profilach: zarządzanie informacją oraz ekonomiczno-administracyjnym.
- Zespół Szkolno-Przedszkolny nr 2 (osiedle Stare Miasto),
  - Zespół Szkolno-Przedszkolny nr 3 (osiedle Fabryczne),
- Zespół Szkolno-Przedszkolny nr 1 (osiedle Warzyń).

W dawnym internacie został umieszczony Specjalny Ośrodek Szkolno-Wychowawczy. Opieką najmłodszych dzieci w mieście zajmują się 3 przedszkola.

## Transport

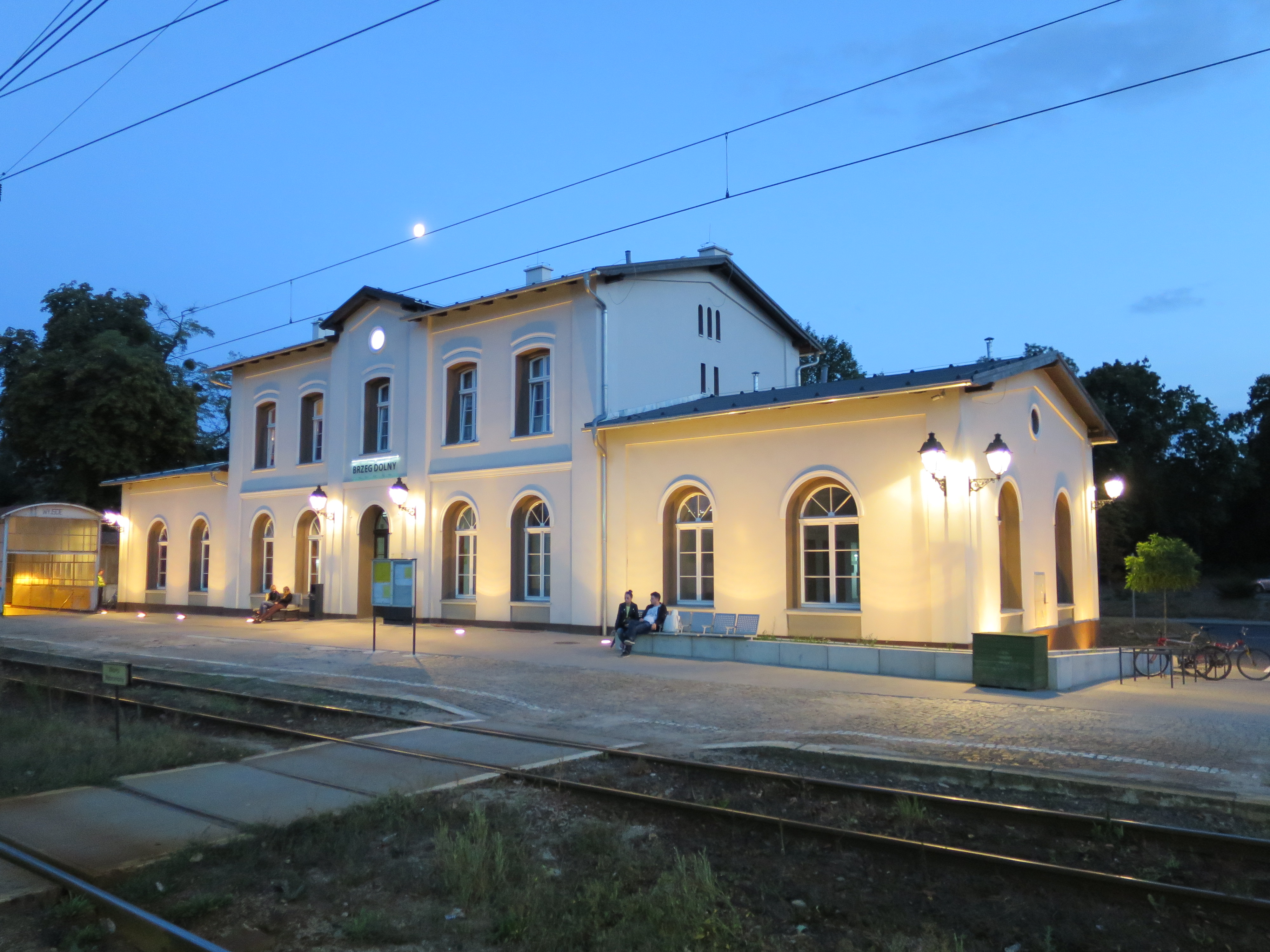
Stacja kolejowa w Brzegu Dolnym

Przez miasto przebiega linia kolejowa nr 273 Szczecin – Wrocław (tzw. Magistrala Nadodrzańska) na której w 1874 roku została wybudowana stacja kolejowa dla miasta Brzeg Dolny. Od północnego zachodu miasto omija droga wojewódzka nr 341 (Błonie – Radecz). Miasto posiada również połączenie autobusowe z Wołowem i Wrocławiem obsługiwane przez PKS Wołów i PKS Polbus Wrocław.
28 października 2013 roku otwarty został most drogowy łączący oba brzegi rzeki Odry. Wcześniej jedynym sposobem pokonywania rzeki (oprócz przejazdem koleją przez most kolejowy na Odrze) była przeprawa promowa do miejscowości Głoska.

## Klimat

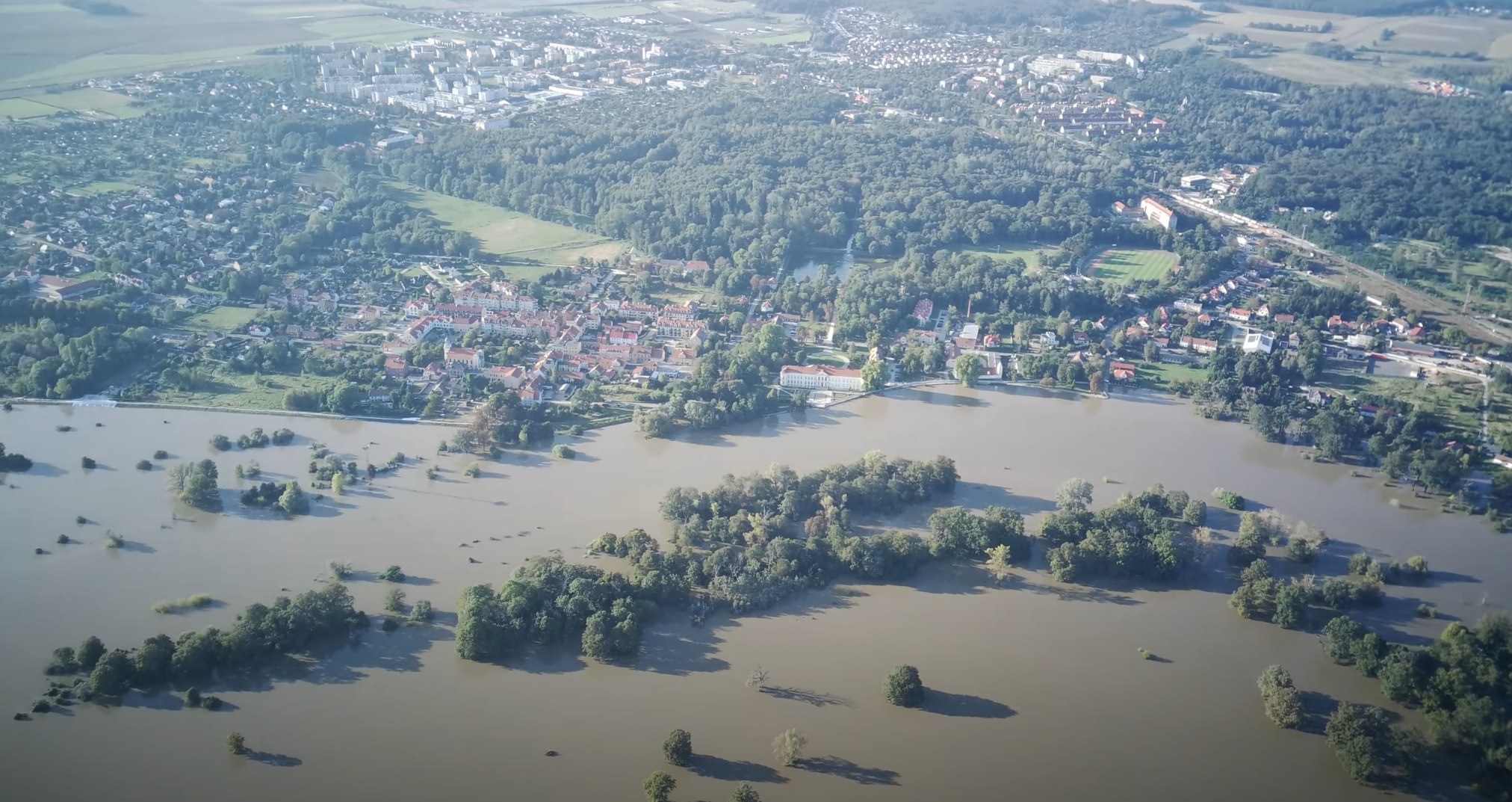
Powódź - 20.09.2024 w Brzegu Dolnym. Widok na rzekę Odrę i większość miasta.

Teren gminy Brzeg Dolny znajduje się w jednej z najcieplejszych dzielnic klimatycznych Polski. Średnie temperatury roczne wynoszą 8,5 °C. Suma opadów rocznych wynosi 500-600 mm. Pokrywa śnieżna utrzymuje się przez 50-60 dni. Długość okresu wegetacyjnego wynosi 255 dni.

## Kultura

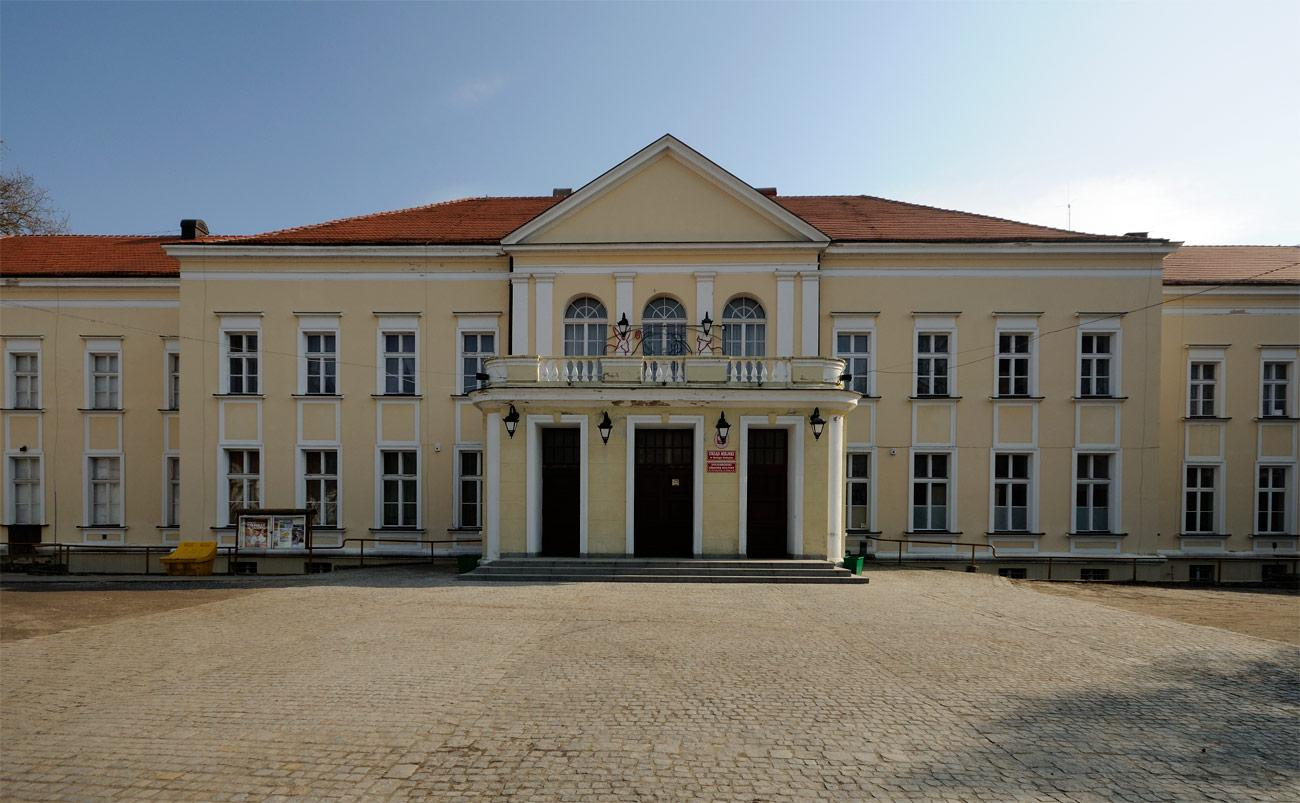
Pałac w Brzegu Dolnym, siedziba Dolnobrzeskiego Ośrodka Kultury

Miasto Brzeg Dolny jest centralnym ośrodkiem kultury dla gminy. Na terenie miasta działa Dolnobrzeski Ośrodek Kultury prowadzący wielokierunkową działalność kulturalną z siedzibą w zabytkowym pałacu. Ośrodek organizuje imprezy kulturalne, spektakle teatralne, wystawy, koncerty, festyny, spotkania z ciekawymi ludźmi i aktorami.
Przy Dolnobrzeskim Ośrodku Kultury działają m.in. Chór „Radość”, zespół dziecięcy „Rytmy Planety”, koła zainteresowań i sekcje artystyczne. W budynku znajduje się kino „Odra” z salą widowiskową naokoło 400 miejsc – miejsce koncertów i przedstawień artystycznych oraz kawiarnia na 120 miejsc. Dolnobrzeski Ośrodek Kultury w filii przy ul. Zwycięstwa na osiedlu Fabrycznym prowadzi także galerię, gdzie prace wystawiają miejscowi artyści, ale również goście z różnych stron świata gdzie co roku odbywa się około kilkunastu wystaw.

## Sport i rekreacja

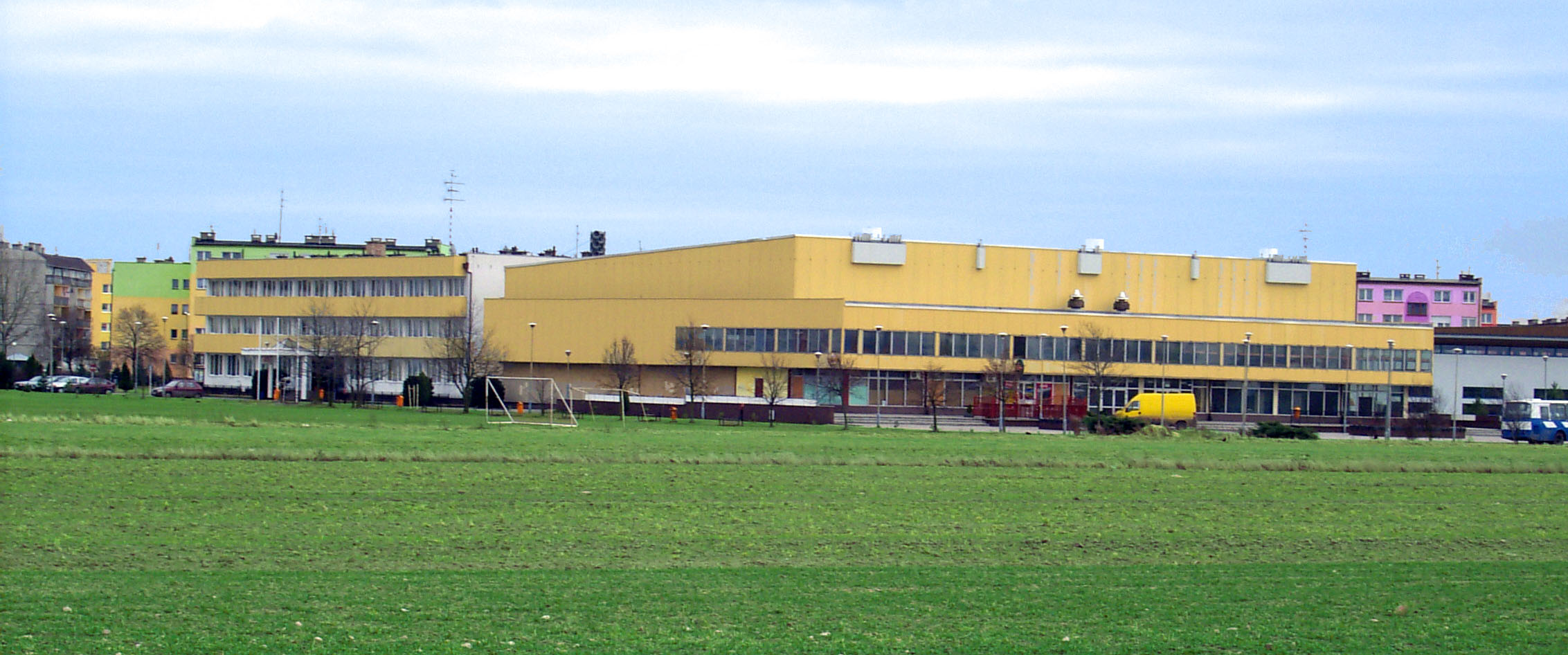
Kompleks Hotelowo-Sportowy Rokita

Do uprawiania sportu w mieście znajduje się odpowiednio przygotowaną baza – halę sportowa, krytą pływalnia, stadion sportowy oraz ośrodek wypoczynkowo-rekreacyjny. Obiekty te cieszą się dużą popularnością wśród sportowców z całej Polski, jako ośrodek przygotowań do imprez sportowych. W dolnobrzeskiej hali sportowej kompleksu hotelowo-sportowego „Rokita” i na stadionie miejskim w meczach międzypaństwowych występowała reprezentacja Polski w tenisie stołowym, koszykówce, siatkówce, piłce ręcznej, zapasach, akrobatyce sportowej, gimnastyce artystycznej, rugby, oraz najlepsi polscy tancerze. Miasto gościło również kadrę Polski w halowej piłce nożnej. W hali sportowej „Rokita” grały najlepsze w Europie drużyny koszykarskie – zarówno kobiety, jak i mężczyźni. 11 marca 1997 r. w ramach rozgrywek Pucharu Saporty, w hali sportowej „Rokita” Brzeg Dolny gościł Real Madryt, jednego z najlepszych klubów w Europie, który podejmowała wówczas drużyna ESKA Śląsk Wrocław.
Brzeg Dolny jako jedno z nielicznych małych miast w województwie dolnośląskim posiada krytą pływalnię. Dolnobrzeski basen „Aquasport” otwarty został w lutym 1999 r. Kryta pływalnia posiada trzy niecki basenowe – basen sportowy o długości 25 m, basen rekreacyjny z masażem wodnym oraz brodzik dla dzieci. Podczas pobytu na basenie można również korzystać z 40-metrowej zjeżdżalni.
Od początku czerwca do końca września otwarty jest Ośrodek Wypoczynkowo-Rekreacyjny w Wałach, wsi położonej niedaleko Brzegu Dolnego. Ośrodek dysponuje rozbudowaną bazą noclegową (50 miejsc w domkach campingowych wyposażonych w podręczne kuchenki, naczynia, łazienki z WC. oraz pole namiotowe), funkcjonuje również wypożyczalnia łodzi żaglowych i innego sprzętu pływającego. Oprócz tego istnieje również możliwość cumowania i zimowania jachtów oraz czarterowanie łodzi na Mazurach.
Od 1946 roku w Brzegu Dolnym działa piłkarski Klub Sportowy „Rokita” Brzeg Dolny. Klub rozgrywa mecze na Stadionie Miejskim w Brzegu Dolnym przy ulicy Kolejowej i posiada barwy biało-niebieskie.

## Wspólnoty wyznaniowe

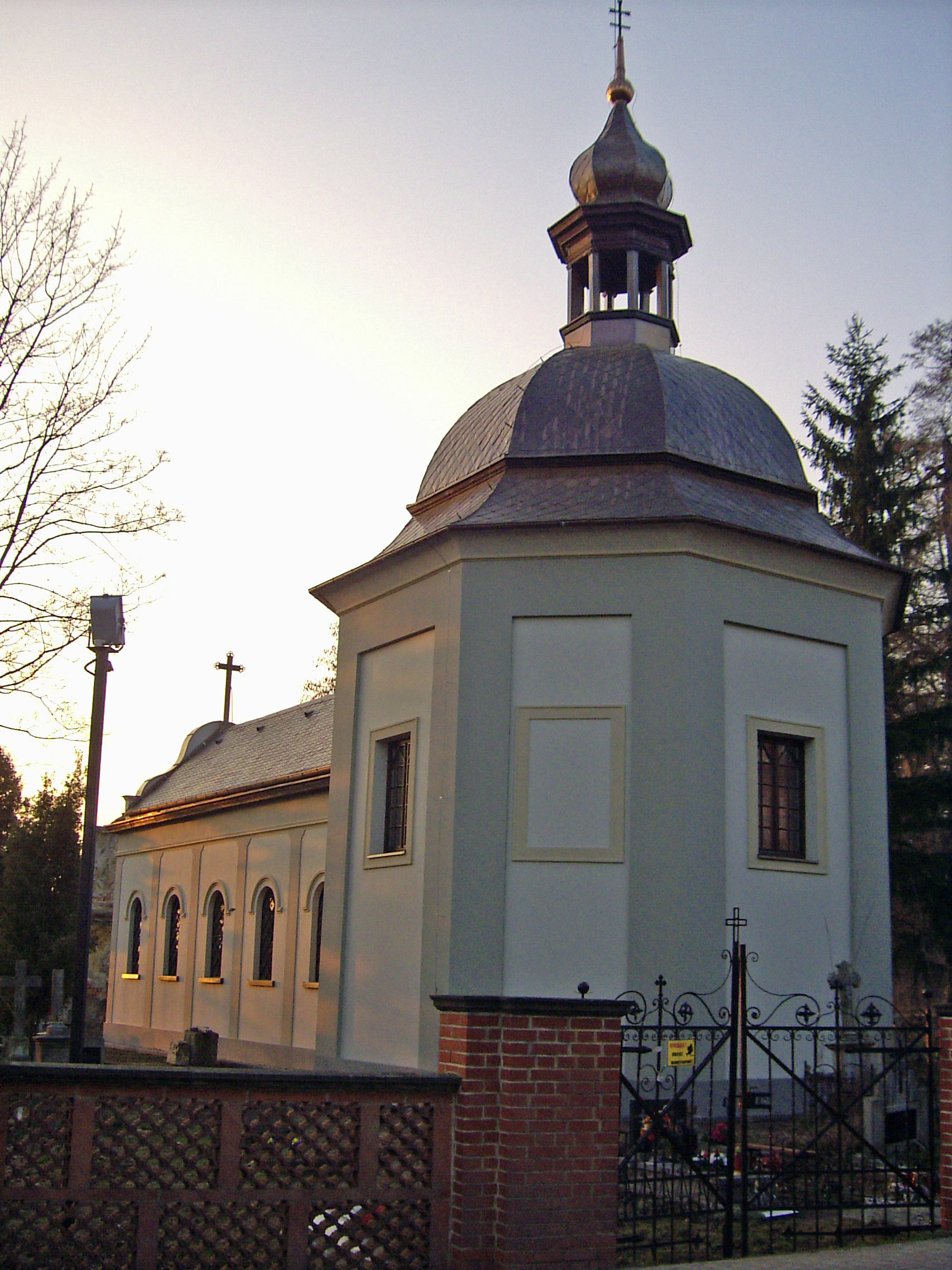
Kaplica św. Jadwigi w Brzegu Dolnym

- Kościół rzymskokatolicki (dekanat Brzeg Dolny):
  - parafia Chrystusa Króla
  - parafia Matki Bożej Królowej Polski
  - parafia Najświętszej Maryi Panny z Góry Karmel
- Świadkowie Jehowy:
  - zbór Brzeg Dolny (Sala Królestwa)[23]

## Miasta partnerskie[24]
- Barsinghausen
- Mont-Saint-Aignan
- Kowel
- Czerniachowsk (współpraca zawieszona)